# 阿尔弗雷德·奥特
阿尔弗雷德·阿道夫·奥特（英語：Alfred Adolf Oerter，1936年9月16日—2007年10月1日），美国男子田径运动员。他曾连续获得四届奥运会铁饼金牌。

## 生平
奥特出生于纽约市布鲁克林，1954年进入堪萨斯大学后开始练习铁饼，在1956年首次获得奥运会金牌，其后又在1960年、1964年和1968年三度卫冕，每一次都打破了奥运会纪录。依此成就觀之，國際奧林匹克歷史學家協會創辦者之一馬龍稱奥特應為奧運史上最偉大的選手。

## 外部連結
- 阿尔弗雷德·奥特在的頁面
- Al Oerter's personal website
- Al Oerter dies at 71, news-press.com[]
- Obituary, The Times, 3 October 2007 （页面存档备份，存于）
- Obituary, The Independent, 4 October 2007
- Obituary and Public Tribute （页面存档备份，存于）